# Fonction publique aux États-Unis
La fonction publique aux États-Unis a été établie en 1872, et concerne, au niveau fédéral, « toutes les positions nommées (appointive positions - ce terme inclut en fait les recrutements par concours) dans les branches exécutive, judiciaire et législative du gouvernement des États-Unis, à l'exception des positions dans les services à uniforme (uniformed services) » (Code des États-Unis, titre V, §2101). Ceci inclut les membres des agences fédérales indépendantes, de l'administration fédérale, ou encore ceux du Bureau exécutif du président. L'administration fédérale est le premier employeur des États-Unis, avec environ deux millions de fonctionnaires en 2007, sans compter le Postal Service (la Poste). 85 % de ces fonctionnaires travaillaient en dehors de la région métropolitaine de Washington D.C., qui regroupe en revanche la majorité des hauts fonctionnaires.

## Histoire de la fonction publique américaine
Au début du XIXe siècle, les métiers de la fonction publique étaient en effet dépendants du président : les fonctionnaires pouvaient être licenciés selon ses desiderata. Ce système a notamment conduit au spoils system : lors de chaque changement de majorité, la quasi-totalité des fonctionnaires étaient remplacés par des fidèles du nouveau parti au pouvoir. En 1883, le Pendleton Civil Service Reform Act, promulgué sous Chester Alan Arthur, puis des lois ultérieures, ont mis fin à ce système peu rationnel. En 1909, près des deux-tiers des titulaires de la fonction publique fédérale étaient recrutés par concours, menant à la rationalisation et à la bureaucratisation (au sens de Weber) de la fonction publique. Certains postes de responsabilité, notamment dans les ambassades ou dans les agences dépendant de l'exécutif, étaient attribués par nomination des politiques. Le Hatch Act of 1939 introduit l'exigence d'un devoir de réserve à l'égard des fonctionnaires, leur prohibant de s'engager dans toute activité politique dans l'exercice de leurs missions.

## Deux régimes
Le régime principal de la fonction publique est celui du service compétitif (en) (competitive service), c'est-à-dire l'admission sur concours et selon un système au mérite administré par l'Office of Personnel Management (Bureau du Management du Personnel), qui a remplacé l'United States Civil Service Commission (en) avec le Civil Service Reform Act de 1978 (en) promulgué sous Carter. Ce régime regroupe la plupart des fonctionnaires des agences fédérales indépendantes ou de l'administration fédérale.
Un régime spécial existe pour certaines agences, dit du service excepté (en) (excepted service). Il concerne notamment les fonctionnaires de la CIA, du FBI, de la NSA (la communauté du renseignement) ainsi que ceux du département d'État (équivalent du ministère des Affaires étrangères) ; la plupart des membres nommés du système judiciaire fédéral (Les procureurs, les juges…) ; les membres du Presidential Management Fellows Program (en) ; les membres du Service extérieur (Foreign service, c'est-à-dire la diplomatie) ; et aussi certains postes non sensibles, tels que les enseignants expatriés travaillant dans des écoles du département de la Défense, certains employés du United States Patent and Trademark Office, les membres de la Tennessee Valley Authority, etc.

## Effectifs
|                                                                   | États-Unis                 | Washington, D.C.      |
| ----------------------------------------------------------------- | -------------------------- | --------------------- |
| Départements de l'administration fédérale                         | 1 593                      | 234                   |
| Défense (total) dont : - Armée - Marine - Force aérienne - Autres | 623 - 223 - 168 - 152 - 80 | 65 - 19 - 24 - 6 - 16 |
| Anciens combattants                                               | 239                        | 7                     |
| Sécurité intérieure                                               | 149                        | 20                    |
| Trésor                                                            | 109                        | 14                    |
| Justice                                                           | 105                        | 23                    |
| Agriculture                                                       | 92                         | 11                    |
| Intérieur                                                         | 66                         | 7                     |
| Santé et Services sociaux                                         | 60                         | 28                    |
| Transport                                                         | 53                         | 9                     |
| Commerce                                                          | 39                         | 21                    |
| Travail                                                           | 16                         | 6                     |
| Énergie                                                           | 15                         | 5                     |
| Département d'État                                                | 14                         | 12                    |
| Logement et Développement urbain                                  | 10                         | 3                     |
| Éducation                                                         | 4                          | 3                     |
|                                                                   |                            |                       |
| Agences indépendantes                                             | 179                        | 48                    |
| Social Security Administration                                    | 62                         | 2                     |
| National Aeronautics and Space Administration                     | 18                         | 4                     |
| Environmental Protection Agency                                   | 18                         | 5                     |
| Tennessee Valley Authority                                        | 12                         | 0                     |
| General Services Administration                                   | 12                         | 4                     |
| Small Business Administration                                     | 6                          | 1                     |
| Office of Personnel Management                                    | 5                          | 2                     |
| Autres                                                            | 45                         | 30                    |
|                                                                   |                            |                       |
| TOTAL GÉNÉRAL                                                     | 1 774                      | 284                   |
| Source : U.S. Office of Personnel Management                      |                            |                       |

## Salaires
La plupart des fonctionnaires col-blancs sont payés selon le régime du General Schedule (en) (environ 70 % en 2004). Depuis le Federal Employees Pay Comparability Act de 1990 (en), ce salaire peut être modifié en fonction du lieu de travail. Il est fixé en fonction du Employment Cost Index (en) établi par le Bureau of Labor Statistics, qui évalue le coût du travail (et non celui de la vie, évalué par l'indice des prix à la consommation).
D'autres échelles de salaires incluent le Federal Wage System (en), destiné aux col-bleus ; le Senior Executive Service (en) pour les très hauts fonctionnaires (ayant un statut comparable à celui des généraux et amiraux des forces armées) ; ou l'Executive Schedule (en) pour les hauts fonctionnaires, en général nommés par le président après confirmation du Sénat. Enfin, certains régimes spéciaux existent dans certaines agences, telles que la Securities and Exchange Commission (SEC).
Par ailleurs, le National Security Personnel System (en) (NSPS) établi en 2004-2005 sous l'administration Bush visait à remplacer, dans le département de la Défense, l'échelle des salaires antérieure par une paie en fonction de la « performance » ou « benchmarking » (une sorte de prime de fonctions et de résultats). Ce système, décrié par les syndicats et qui concernait environ un tiers des civils du département de la Défense, a été abrogé par une loi signée par le président Barack Obama le 24 octobre 2009 ,.
La nouvelle loi permet aussi aux membres du Civil Service Retirement System (en), chargé des retraites, de travailler à temps partiel en fin de carrière sans renoncer pour autant à une retraite normale. Par ailleurs, les agences peuvent désormais employer à nouveau des fonctionnaires à la retraite, ceux-ci bénéficiant à la fois de leur nouveau salaire et de leur retraite.